# Calopertha kalaharensis
Calopertha kalaharensis är en skalbaggsart som beskrevs av Pierre Lesne 1906. Calopertha kalaharensis ingår i släktet Calopertha och familjen kapuschongbaggar. Inga underarter finns listade i Catalogue of Life.